# Sars-Poteries
 Sars-Poteries  es una población y comuna francesa, en la región de Hautes de France, departamento de Norte, en el distrito de Avesnes-sur-Helpe y cantón de Solre-le-Château.

## Demografía
| 2029 | 1863 | 1766 | 1655 | 1496 | 1541 |
| Para los censos de 1962 a 1999 la población legal corresponde a la población sin duplicidades (Fuente: INSEE [Consultar]) |      |      |      |      |      |